# گونترسبلوم
گونترسبلوم (به آلمانی: Guntersblum) یک شهر در آلمان است که در ماینتس-بینگن واقع شده‌است. گونترسبلوم  ۳٬۷۵۲ نفر جمعیت دارد.